# アソポス川 (ボイオティア)

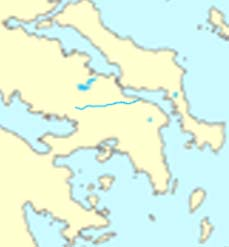
アソポス川の流路。

アソポス川（希: Ασωπός ποταμός, 英: Asopus river）は、ギリシャのボイオティアと北部アッティカを流れる川である。古代においては都市国家テーバイとプラタイア間の境界を形成した。プラタイアの戦いはアソポス川の岸で戦われた。パウサニアスによればアソポス川はどの川よりもイグサを高く成長させるという。

## 地理
水源はテーバイの南西にあるキサイロナス山（キタイロン山）の北側の斜面にあり、スカラ・オロポウ近くの南エヴィア湾に注ぐ。全長は57 km。流域面積は718 km2ある。
アソポス川は水源から下流に向かって次の土地を流れる。レフクトラ、アギオス・トーマス、オイノフィタ、シカミノ、スカラ・オロポウ。
現在、川の水質と流域の地下水および土壌は工業廃水のために発癌性の高い六価クロムで汚染されている。

## 神話
パウサニアスは原初の王キタイロンに次いでアソポスなる王が現れ、それぞれキタイロン山とアソポス川に自らの名前を与えたとか、プラタイアの地は河神アソポスの娘プラタイアにちなんで名付けられたとするプラタイア人の伝承を引用している。パウサニアスは奇妙なことに、この名を冠したプラタイアは河神アソポスではなくアソポス王の娘だと考えているとコメントしている。
アソポス川の支流オエロエ川はヘロドトスとパウサニアスによって河神アソポスの娘と呼ばれた。パウサニアスはボイオティアの都市テスピアイはアソポスの娘テスペイア、またはアテナイからその地にやって来たエレクテウスの子孫であるテスピオスから名付けられたと述べている。このテスピオスはそれ以外では私たちに知られていない。ゼウスの双子の息子アンピオンとゼトスを生んだアンティオペはしばしばアソポスの娘とされる。彼女の息子たちはテーバイの王となった。ピンダロスによるとアイアコスの母アイギナと、ゼトスと結婚したテーベは双子の姉妹であり、アソポスの末の娘である。
また数多くの神話的な女性がアソポスの娘とされているが、コリントスのプリウス地方を流れる同名のアソポス川との混乱が見られる。シケリアのディオドロスはアソポスの娘の名前を13人挙げているが（コルキュラ、サラミス、アイギナ、ペイレネ、クレオネ、テーベ、タナグラ、テスペイア、アソピス、シノペ、オルニア、カルキス、ハルピナ）、アソポスが居住したのはプリウス地方のアソポス川であったとしている。
最後にスタティウスの『テーバイド』は、アラルコメナイ、イトネ（Itone）、ミデア（Midea）、アルネ（Arne）、アウリス、グライア、プラタイア、プレテオン（Pleteon）、アンテドンの兵を率いた、死すべき運命にあるアソポスの息子ヒュプセウスについて語っている。このヒュプセウスはテーバイ攻めの七将の1人カパネウスに殺された。

## 環境汚染

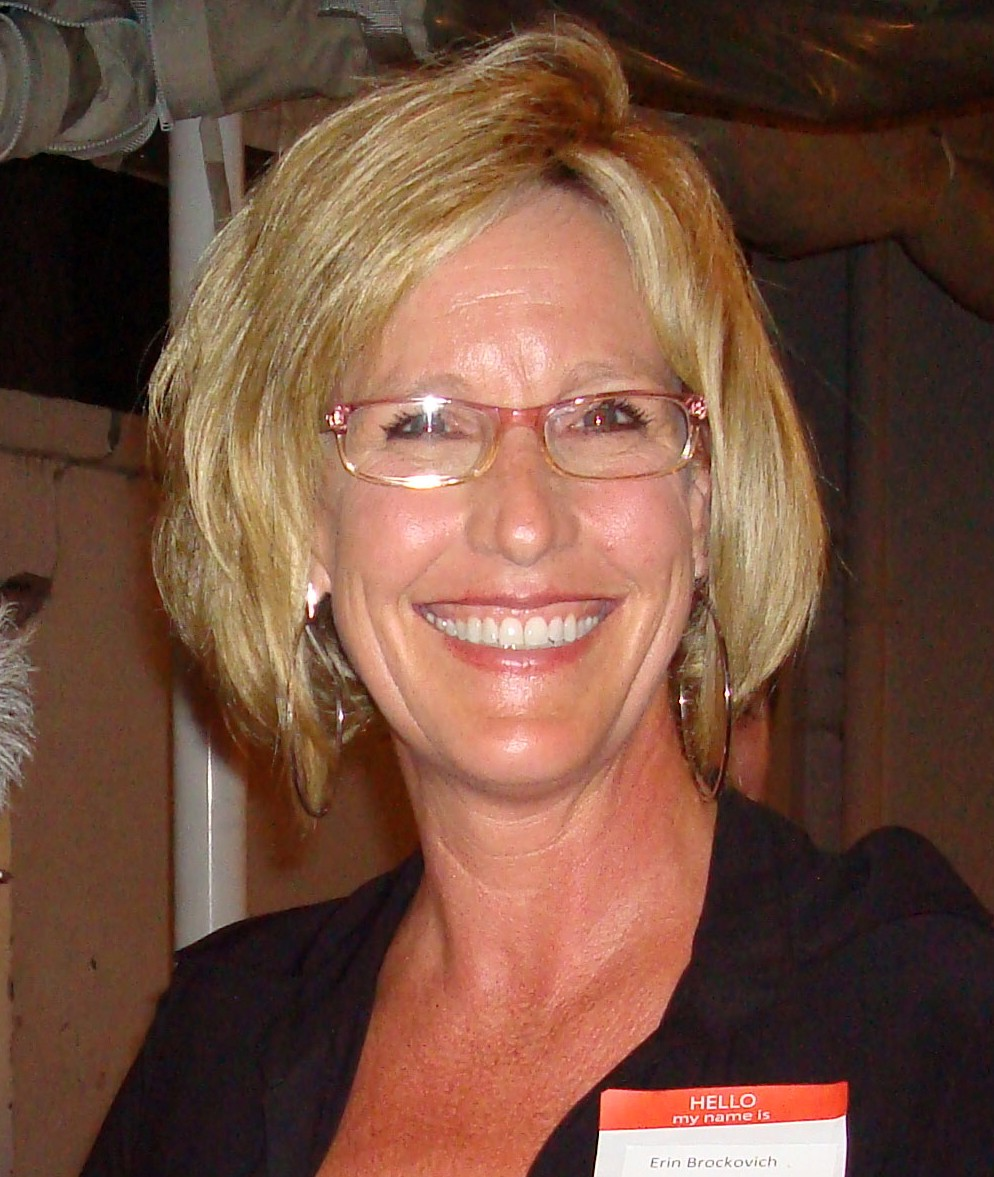
環境運動家エリン・ブロコビッチ。2007年撮影。

1967年から1974年のギリシャ軍事政権下で、アソポス川下流域のオイノフィタは工場地帯として開発され、一部の企業がアッティカを離れて工場を建設した。さらに開発を促進するため、工業廃水を未処理のまま川に投棄することを許可する法令が1969年に発効され、2010年まで廃止されなかった。その結果ほとんどの企業が工業廃水を濾過することなく川に流したために、川の水質をはじめ周辺の地下水や土壌は長年にわたって深刻な汚染にさらされた。
汚染問題は以前から指摘されていたが、2007年にアテネ大学の調査によって地下水から発癌性物質の六価クロムをはじめ、コバルト、ニッケル、マグネシウム、ヒ素などが検出されたことでギリシャ国内でも注目されるようになった。またアメリカ合衆国の環境運動家エリン・ブロコビッチがこの問題を取り上げて国際的な嘆願を開始したことで広く知られることになった。
2009年1月、ギリシャ出身の欧州委員会環境担当委員のは母国を批判し、欧州緑の党の代表モニカ・フラッソーニはギリシャの水質保護に対する違反を指摘、アソポス川の汚染問題を欧州の問題と捉える発言をした。さらに4月15日にはブロコビッチが欧州議会で演説した。
汚染状況についてはアソポス川の六価クロムの濃度が法で定められた基準値の100倍を超えていることや、オイノフィタでの癌による死亡率が1989年以来6パーセントから32パーセントに増加しているという調査結果が明らかにされたほか、農作物についても調査が進められ、その危険性が指摘されている。2011年7月8日、国際人権連盟は汚染が地域住民の健康に与える影響を欧州評議会の社会権委員会に訴えた。しかし今なお状況の改善に至っていない。